# هوارد سكروتن
هوارد سكروتن هو لاعب هوكي الجليد كندي، ولد في 6 أكتوبر 1962 في تورونتو في كندا.

## وصلات خارجية
- هوارد سكروتن على موقع دوري الهوكي الوطني (الإنجليزية)
- هوارد سكروتن على موقع EliteProspects.com (الإنجليزية)
- هوارد سكروتن على موقع HockeyDB.com (الإنجليزية)
- هوارد سكروتن على موقع Hockey-Reference.com (الإنجليزية)